# Chase Buchanan
 Chase Buchanan  nacido el 4 de junio de 1991 es un tenista profesional estadounidense.

## Carrera
Su ranking más alto a nivel individual fue el puesto N.º 158, alcanzado el 18 de agosto de 2014. A nivel de dobles alcanzó el puesto N.º 151 el 9 de noviembre de 2015.
Hasta el momento ha obtenido 2 títulos de la categoría ATP Challenger Series, en la modalidad de dobles.
El 23 de noviembre de 2013 ganó su primer título en tierras japonesas. Obtuvo el Challenger de Toyota en modalidad de dobles, siendo su compañero el esloveno Blaž Rola. Derrotaron en la final a los neozelandeses Marcus Daniell y Artem Sitak por 4-6, 6-3, 10-4. 
A principios de julio de 2014 ganó su segundo título en el Challenger de Manta, esta vez su compañero fue el canadiense Peter Polansky derrotando en la final a la pareja formada por el venezolano Luis David Martínez y  el colombiano Eduardo Struvay por 6-4, 6-4.

## Títulos; 2 (0 + 2)
| Leyenda                        | Individuales | Dobles |
| ------------------------------ | ------------ | ------ |
| Grand Slam (tenis)\|Grand Slam | 0            | 0      |
| ATP World Tour Finals          | 0            | 0      |
| ATP World Tour Másters 1000    | 0            | 0      |
| ATP World Tour 500 Series      | 0            | 0      |
| ATP World Tour 250 Series      | 0            | 0      |
| ATP Challenger Series          | 0            | 2      |

### Dobles
| N.º | Fecha      | Torneo               | Superficie | Compañero      | Oponentes en la final               | Resultado      |
| --- | ---------- | -------------------- | ---------- | -------------- | ----------------------------------- | -------------- |
| 1.  | 23.11.2013 | Challenger de Toyota | Dura (i)   | Blaž Rola      | Marcus Daniell Artem Sitak          | 4-6, 6-3, 10-4 |
| 2.  | 05.07.2014 | Challenger de Manta  | Dura       | Peter Polansky | Luis David Martínez Eduardo Struvay | 6-4, 6-4       |